# Малік Асселах
Малік Асселах (фр. Malek Asselah, нар. 8 липня 1986, Алжир, Алжир) — алжирський футболіст, воротар національної збірної Алжиру та клубу «Кабілія».

## Клубна кар'єра
У дорослому футболі дебютував 2006 року виступами за команду клубу «Хуссейн Дей». 
Своєю грою за цю команду привернув увагу представників тренерського штабу клубу «Кабілія», до складу якого приєднався 2010 року. Відіграв за команду з Тізі-Узу наступні чотири сезони своєї ігрової кар'єри.
Протягом 2014—2016 років захищав кольори команди клубу «Белуїздад».
До складу клубу «Кабілія» повернувся 2016 року.

## Виступи за збірну
2017 року дебютував в офіційних матчах у складі національної збірної Алжиру.
У складі збірної був учасником Кубка африканських націй 2017 року у Габоні.